# 諏訪西町
諏訪西町（すわにしまち）は、愛知県豊川市にある地名。現行行政地名は諏訪西町一丁目及び諏訪西町二丁目。

## 地理
豊川市中央部に位置し、東は諏訪、西と北は市田町、南は代田町に接している。

## 歴史

### 沿革
- 1973年（昭和48年）7月1日 - 市田町（白川・一里山の全域および諏訪町・諏訪官林・鉄砲塚・石塚・財木屋・財木の各一部）・代田町二丁目の各一部より、諏訪西町一〜二丁目が成立[1]。

## 世帯数と人口
2019年（平成31年）3月31日現在の世帯数と人口は以下の通りである。
| 町丁     | 世帯数  | 人口    |
| -------- | ------- | ------- |
| 諏訪西町 | 535世帯 | 1,249人 |

### 人口の変遷
国勢調査による人口の推移
| 1995年（平成7年）  | 1,174人 | [ 6 ]  |  |
| 2000年（平成12年） | 1,288人 | [ 7 ]  |  |
| 2005年（平成17年） | 1,307人 | [ 8 ]  |  |
| 2010年（平成22年） | 1,300人 | [ 9 ]  |  |
| 2015年（平成27年） | 1,239人 | [ 10 ] |  |

## 学区
市立小・中学校に通う場合、学区は以下の通りとなる。また、公立高等学校に通う場合の学区は以下の通りとなる。
| 丁目           | 番・番地等 | 小学校             | 中学校             | 高等学校 |
| -------------- | ---------- | ------------------ | ------------------ | -------- |
| 諏訪西町一丁目 | 全域       | 豊川市立代田小学校 | 豊川市立代田中学校 | 三河学区 |
| 諏訪西町二丁目 | 全域       | 豊川市立代田小学校 | 豊川市立代田中学校 | 三河学区 |

## 施設
- 長栄寺
- 諏訪西公園

## 交通
- 愛知県道5号国府馬場線（姫街道）
- 愛知県道21号豊川新城線

## その他

### 日本郵便
- 郵便番号 : 442-0069[4]（集配局：豊川郵便局[13]）。

## 参考資料
- 新編豊川市史編集委員会 編『新編豊川市史 第八巻 資料編 現代』2002年。